# Kult herosów
Kult herosów – kult bohaterów, którzy stali się istotami niemal boskimi. Jedna z najbardziej charakterystycznych cech religii greckiej. W grece homeryckiej słowo heros (ἥρως) odnosi się do walczących w czasie wojny trojańskiej. W okresie historycznym, słowo heros zaczęło oznaczać zmarłego, czczonego i otaczanego kultem w swoim grobie lub w specjalnym przybytku. Wierzono, że dzięki niezwykłym czynom dokonanym za życia, lub szczególnemu  sposobowi śmierci został obdarzony mocą patronatu i obrony społeczności żywych. Heros był kimś więcej niż człowiekiem, ale kimś mniej niż bogiem. Jednak granica między herosami i bogami często ulegała zatarciu. Na przykład Herakles często był uważany za bóstwo czy istotę boską. Początków kultu herosów upatruje się w epoce brązu, jednak jest to sprawa dyskusyjna.

## Natura kultu herosów
Kult herosów rozwinął się i wyodrębnił z kultu przodków. Kult herosów nie miał jednak charakteru rodzinnego jak kult przodków, ale obywatelski – heros był założycielem całej polis. Trudno ustalić jego początki. Żaden przybytek kultowy z czasów mykeńskich nie może być identyfikowany z pewnością z kultem herosów. Istnieją próby identyfikacji z takim rodzajem kultu grobów tolosowych.  Lewis Farnell zwrócił uwagę na to, że kult herosów często miał także charakter ponadlokalny. Próbował on wywieść ten kult z tradycji epickiej.
Poza tradycją epicką, najstarsza wzmianka o kulcie herosów jest przypisywana Drakonowi, ateńskiemu prawodawcy z końca VII w. p.n.e. Miał on nakazać, by zarówno bogowie, jak i herosi byli czczeni według tradycyjnych zwyczajów odziedziczonych po przodkach. Mogłoby to świadczyć o istnieniu już wtedy ustanowionych zwyczajów związanych z kultem herosów.
Ważną rolę w kulcie herosów odgrywał temenos i sanktuarium – heroon. Obrzędy ku czci herosa miały charakter chtoniczny. Obejmował m.in. libacje i ofiary krwawe przy grobie, sanktuarium herosa. Miały one nakłonić duchy herosów do opieki społeczności, która miałaby być według lokalnych mitów przez nich ufundowana.
James Whitley pojmował rozwinięty kult herosów jako patronów polis jako efekt prowadzonej przez arystokrację okresu epoki brązu polityki. Istniały też próby łączenia późniejszego kultu cesarskiego z kultem herosów. Przeciw próbom łączenia tych dwóch rodzajów kultu przemawia jednak porównanie ich charakteru. Kult cesarski nigdy nie miał charakteru chtonicznego. Był związany raczej z takimi bóstwami jak Hekate czy Persefona, a nie jak kult cesarski z bogami olimpijskimi. Ubóstwieni cesarze nigdy nie pełnili także roli patronów lokalnych społeczności.
Istniały dwa wyjątki od powyższej reguły: Herakles i Asklepios. Obie postacie były czczone zarówno jako herosi, jak i bogowie.
Istniały różnice w sposobie pojmowania herosów w mitach i w kulcie. Heros w mitach mógł być postacią bohatera ludowego, w kulcie, był raczej podziemnym duchem, często złośliwym, którego należy się obawiać. Przestrzegano na przykład przed jedzeniem żywności, która upadła na ziemię lub na podłogę, bo należy ona do herosa.
Część starych (VII w. p.n.e.) kultów heroicznych znalazła poświadczenie archeologiczne. Odkryto pozostałości przybytków w Lakonii (poświęcony Helenie i Menelaosowi), tzw. Menelaion w Therapne niedaleko Sparty. Ponadto przybytek poświęcony Agamemnonowi i Kasandrze w Mykenach,  przybytek Aleksandry w Amyklaj, prawdopodobny przybytek Odyseusza w zatoce Polis na Itace. Wiadomo także o kulcie Erechteusza w Atenach na Akropolu, i o sięgającym czasów archaicznych kulcie Pelopsa w Olimpii.
Kult herosów dotyczył z reguły postaci męskich, ale znane są przypadki, kiedy obejmował również kobiety jako matki lub żony herosów czy bóstw (Alkmena, Semele), bądź samodzielne bohaterki (Ifigenia)

## Typy kultu herosów
James Whitley wyróżnił pięć podstawowych rodzajów kultu herosów:
Kult założycieli (gr. oikistes), na przykład kulty powstające w koloniach, koncentrujące się wokół dobrze znanego grobu (często niedawno zmarłego) założyciela polis (oikos). Przykład Brazydasa w Amfipolis (Tukidydes, Wojna peloponeska, V.11.1) czy Battosa z Cyreny.
Kult słynnych bohaterów, na przykład postaci znanych z utworów Homera jak: Odyseusza, Agamemnona, Menelaosa, kult Edypa w Atenach i Pelopsa w Olimpii.
Kult herosów lokalnych. Kult herosów niemający charakteru panhelleńskiego. Na przykład Akademos czy Erechteus w Atenach.
Kult przy grobach z epoki brązu. Przypuszczenie o funkcjonowaniu takiego kultu opiera się na znaleziskach depozytów z epoki żelaza znajdowanych w grobowcach z epoki brązu. Na przykład znalezisko z okręgu grobowego w Mykenach tym inskrybowane  „dla herosa”. Taki kult mógł też być związany z grobami tolosowymi w Thorikos i Menidhi.
Kult związany z wyroczniami. Heros ginący gwałtowną śmiercią często stawał się podstawą funkcjonowania wyroczni, jak Amfiaraos.
Herosi w mitach często popadali w konflikt z bogami, co nie było zawsze adekwatne do nadanych im imion, czy formy kultu. Imię Heraklesa znaczy „chwała Hery”, mimo że przez całe życie był ścigany przez tę boginię. Ateński heros Erechteusz został zabity przez Posejdona za to, że wybrał Atenę zamiast niego jako patronkę miasta. Mimo to Ateńczycy czcili go na ateńskim akropolu jako Posejdona Erechteusza.

## Polityczna rola kultu
Kult herosów mógł pełnić ważną rolę polityczną. Gdy Klejstenes podzielił Ateny na demy, skonsultował się z wyrocznią delficką, imieniem jakiego herosa nazwać każdy z demów. Według Herodota, Spartanie zawdzięczali podbój Arkadii uprzedniej kradzieży kości Orestesa z arkadyjskiej Tegei.

## Lista ważniejszych herosów
- Herakles
- Tezeusz
- Asklepios
- Achilles na wyspie Leuke
- Eneasz
- Perseusz
- Erechteusz w Atenach
- Edyp w Atenach
- Pelops w Olimpii
- Battos w Cyrenie
- Amfiaraos
- Akademos
- Homer,  czczony w  Aleksandrii od czasów Ptolemeusza IV Filopatora
- Aleksander Wielki w Aleksandrii
- Odyseusz
- Filip z Krotony
- Jazon
- Hektor